# Marie-Alphonse Ratisbonne
Marie-Alphonse Ratisbonne N.D.S. (Estrasburgo, 1 de maio de 1814 – Ein Karem, 6 de maio de 1884 (70 anos) foi um judeu francês convertido ao catolicismo que tornou-se padre jesuíta e missionário. Depois, foi um dos fundadores da Congregação de Nossa Senhora de Sião, uma congregação dedicada à conversão dos judeus à fé católica.

## Biografia
Marie-Alphonse nasceu em 1 de maio de 1814 em Estrasburgo, Alsácia, na França, décimo-primeiro dos treze filhos de Auguste Ratisbonne e sua esposa, Adelaide Cerfbeer, membros de uma famosa família de banqueiros judeus. Seu pai era presidente do conselho provincial da Alsácia e sua mãe morreu quando ele tinha quatro anos. A família já estava assimilada pela sociedade secular da França, mas mantinha um forte senso de justiça social, que permeou sua criação. Um irmão mais velho, Théodor, converteu-se ao catolicismo em 1827 e foi ordenado padre em 1830. Evidentemente a conversão de um membro da família para o catolicismo trouxe surpresas na Família Ratisbonne, contudo, os laços que uniam os irmãos eram estreitos e sua união era forte, de modo que a conversão não significou jamais um rompimento entre os membros da família. 

## Conversão

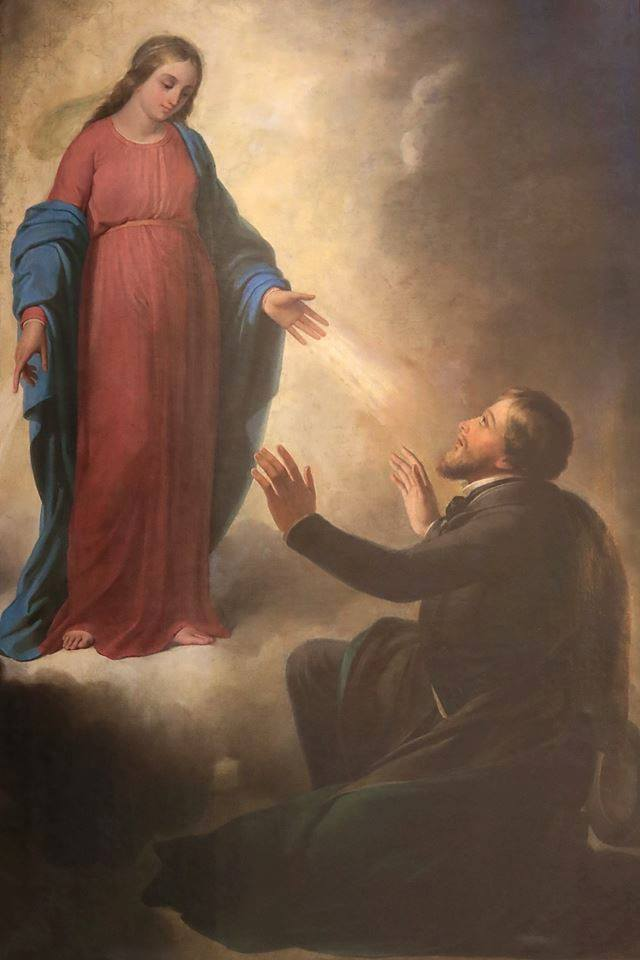
A aparição da Madonna del Miracolo a Alphonse Ratisbonne

Depois de estudar direito em Paris, Alphonse se juntou à família e anunciou seu noivado com sua sobrinha de dezesseis anos. Em janeiro de 1842, com o adiamento do casamento por causa da idade da noiva, Alphonse viajou a Roma em férias. Em 20 de janeiro, entrou na igreja de Sant'Andrea delle Fratte e lá teve uma visão da Virgem Maria. Por causa desta experiência, converteu-se também ao catolicismo. Em seu batismo, acrescentou "Maria" ao seu nome para refletir o papel que ela teve em sua vida.
Alphonse voltou a Paris para proclamar sua recém-encontrada fé à sua noiva e convidou-a a dividi-la com ele, o que ela, aos prantos, negou-se. Em junho do mesmo ano, ele entrou para a Companhia de Jesus e foi ordenado padre em 1848. 

## Trabalho missionário
Depois de sua conversão, Théodore Ratisbonne se viu atraído pela realização de um trabalho em favor dos seus irmãos judeus, o que não era novidade em sua vida, já que antes de sua conversão ele participava e bem conhecia a vida e as dificuldades dos judeus de Estrasbourgo, onde seu tio era presidente do Conselho para a vida Judaica. Este ministério, que também inspirou Alphonse, foi abençoado pelo papa Gregório XVI durante uma visita de Théodor a Roma em 1842. Ele então aceitou a sugestão de Alphonse e fundou uma escola para crianças judaicas em um ambiente cristão. Nesta época, duas irmãs judias o procuraram em busca de aconselhamento espiritual e, acabaram, finalmente, convertendo-se também ao cristianismo. Elas formaram o núcleo da Congregação de Nossa Senhora de Sião, fundada em 1847.
Em 1850, Alphonse se envolveu com a obra missionária entre os condenados nas prisões de Brest, mas, dois anos depois, sentiu o chamado para juntar-se ao seu irmão em sua obra entre seu povo, escrevendo:
| “ | A vontade de Deus em minha conversão e em minha vocação ao sacerdócio obviamente destinou-me à trabalho pela salvação de Israel | ” |
|   | — Marie-Alphonse Ratisbonne. |   |

Com a autorização do superior-geral jesuíta, Jan Philipp Roothaan, e com a benção do papa Pio IX, Alphonse deixou a Companhia de Jesus para se juntar ao irmão. Os dois, com diversos outros padres atraídos pela mesma missão, formaram então um ramo masculino da Congregação em 1852. Alphonse mudou-se para Jerusalém, em Israel, na época parte do Mustarifado de Jerusalém do Império Otomano, em 1855, para abrir um convento para as irmãs da congregação e passaria o resto da vida na cidade. Sua presença em Jerusalém foi significativa. Ele próprio comprava terrenos e doava para as congregações que quisessem abrir uma comunidade em Jerusalém.

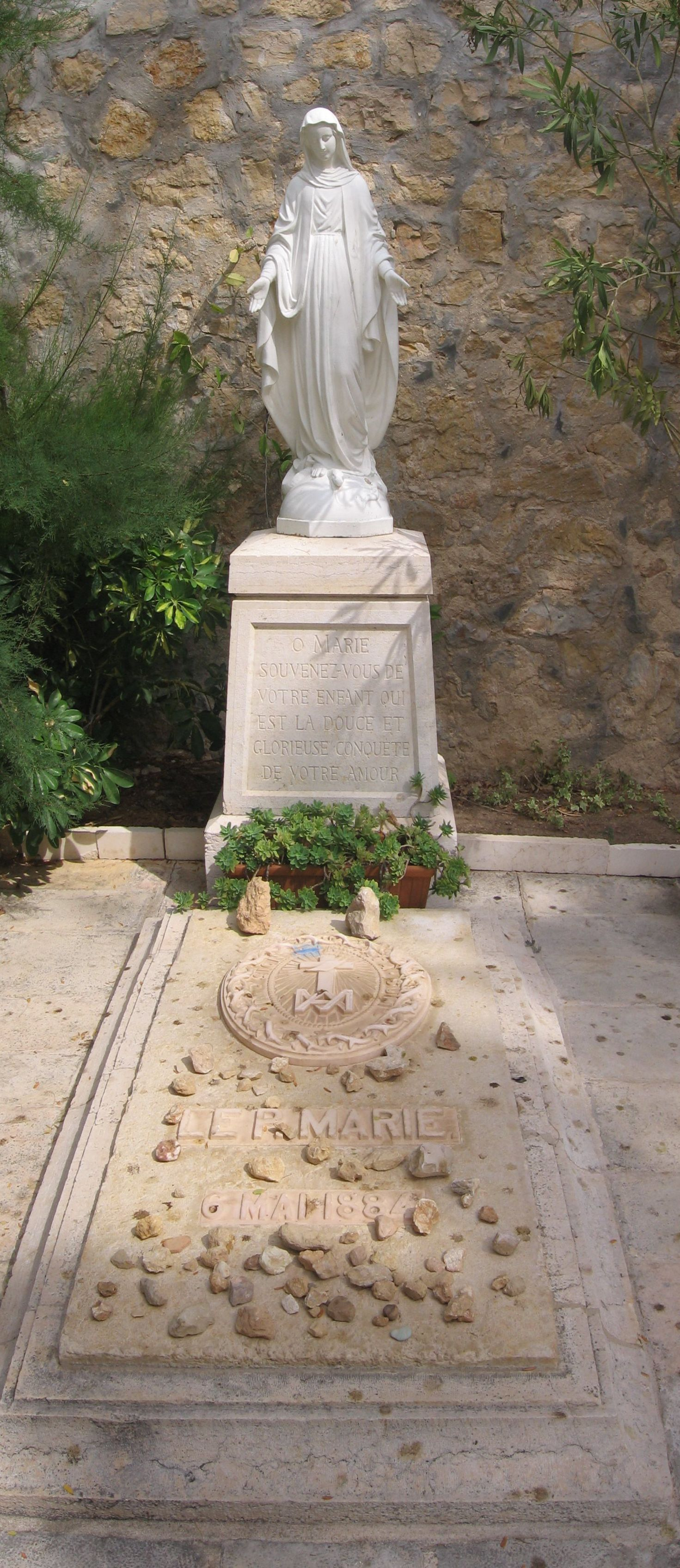
Túmulo de Marie-Alphonse no Mosteiro Ratisbonne, em Jerusalém

Em 1858, Ratisbonne fundou o Convento de Ecce Homo, na Cidade Velha de Jerusalém, para as Irmãs de Sião. Em 1860, construiu o Convento de São João no topo de uma colina em Ein Karem, na época uma vila nos arredores de Jerusalém. Em 1874, fundou o Mosteiro Ratisbonne para os padres da congregação (os Religiosos de Sion ainda estão presentes neste prédio, e uma parte do prédio abriga um centro de estudos salesiano em Rehavia, Jerusalém).
Ratisbonne morreu em Ein Karem em 6 de maio de 1884 e está enterrado no cemitério do convento de Ein Karen.
Os Religiosos de Sion estão presentes no Brasil (SP, MG, PR, RJ), na França e em Jerusalém.

## Obra
Marie-Alphonse Ratisbonne escreveu uma obra conhecida, "Monument à la gloire de Marie", em 1847.